# Manfred Ulbricht
Manfred Ulbricht (* 9. September 1947 in Zetteritz) ist ein ehemaliger Bahnradsportler aus der DDR.
Manfred Ulbricht fuhr für den SC Karl-Marx-Stadt. Auf nationaler Ebene gewann er zwei Titel. 1973 wurde er zusammen mit Herbert Richter Meister der DDR im Zweier-Mannschaftsfahren und im selben Jahr Meister in der 4000-m-Mannschaftsverfolgung zusammen mit Andreas Neuer, Herbert Richter und Matthias Wiegand. Im Zweier-Mannschaftsfahren erreichte Ulbricht noch zwei zweite Plätze (1969 und 1972) sowie zwei dritte Plätze (1970 und 1971). In der 4000-m-Mannschaftsverfolgung erreichte er fünf dritte Plätze (1966, 1967, 1970, 1971 und 1974). Außerdem holte er sich 1971 einen dritten Platz im 1000-m-Zeitfahren.
1968 nahm Ulbricht an den Olympischen Spielen in Mexiko-Stadt teil. In der Mannschaftsverfolgung belegte er mit dem Team der DDR (mit Heinz Richter, Wolfgang Schmelzer und Rudolf Franz) den 13. Platz im Vorlauf und verpasste somit den Sprung ins Viertelfinale. 
Bei den UCI-Bahn-Weltmeisterschaften 1970 gewann er zusammen mit Thomas Huschke, Heinz Richter und Herbert Richter die Silbermedaille. Nachdem in der Qualifikation noch Bernhard Gruner eingesetzt worden war, fuhr Ulbricht hier alle weiteren Läufe. Im Viertelfinale besiegte die DDR die Mannschaft aus Polen mit fast zwei Sekunden Vorsprung und im Halbfinale den Titelverteidiger UdSSR mit 0,54 Sekunden Vorsprung. Im Finale unterlag die DDR dann der Mannschaft aus der BRD mit rund drei Sekunden Rückstand.